# Byline
Byline ([ˈbailain], från engelskan) är den del av en tidningsartikel som talar om vem som skrivit den och vem som tagit eventuella fotografier med mera. En fotobyline står oftast angiven i anslutning till respektive bild, efter eventuell bildtext.

## Bildbyline
En bildbyline är en byline där bylinen är kompletterad med en bild på upphovsmannen.